# Allee der schmiedeeisernen Laternen

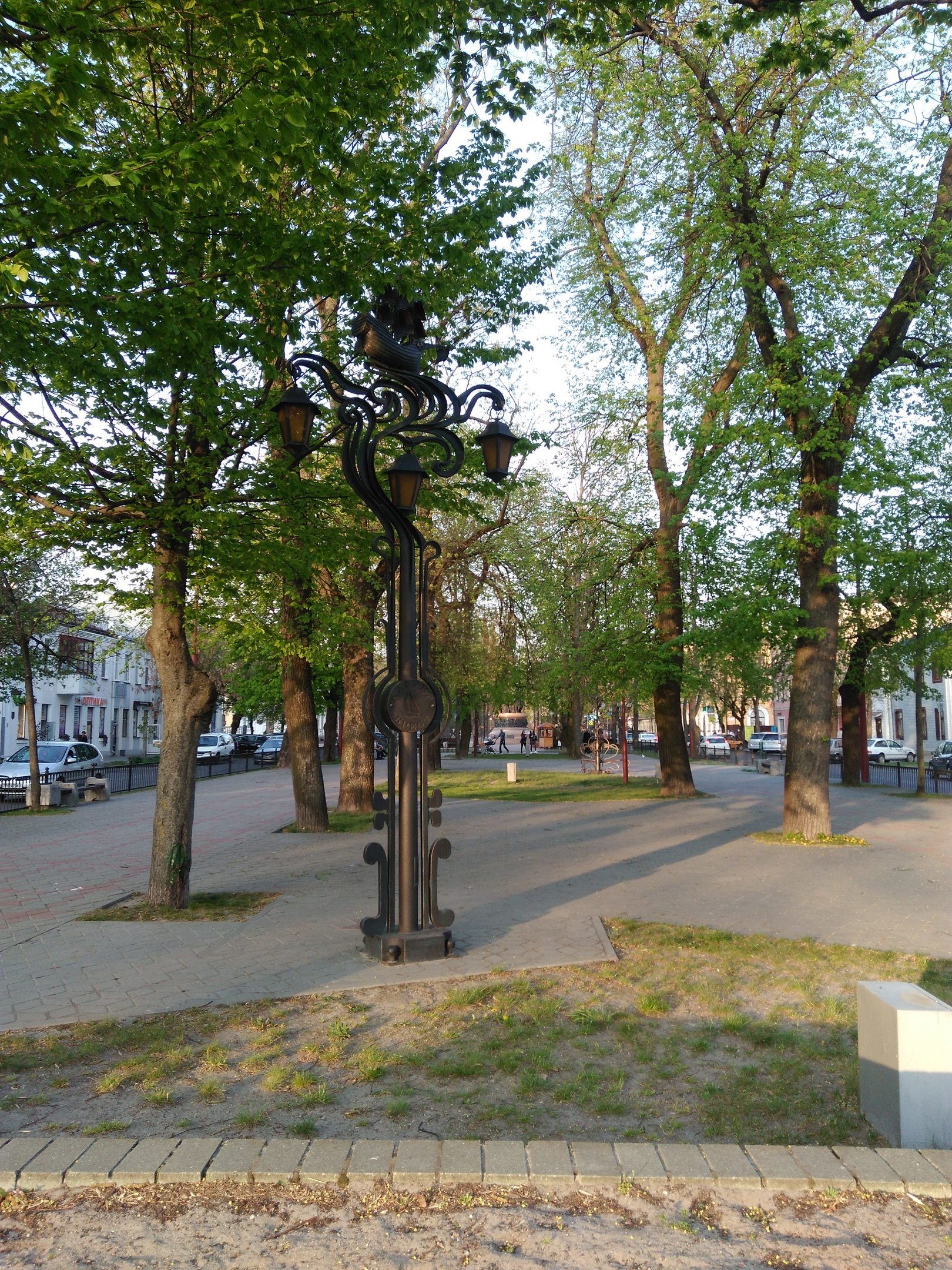
Die Allee der schmiedeeisernen Laternen

Die Allee der schmiedeeisernen Laternen ist die Allee, die zu Ehren des Jahrestages der Befreiung der belarussischen Stadt Brest von den deutschen Eindringlingen angelegt wurde. Am 27. Juli 2013 fand ihre feierliche Eröffnung statt. Diese Allee befindet sich in der Gogol-Straße.

## Beschreibung
Das auf Anregung des Bürgermeisters von Brest, Alexander Sergejewitsch Palyschenkow, initiierte spendenfinanzierte Projekt erhielt zunächst 30 Laternen.
Der Entwurf stammte vom ortsansässigen Bildhauer und Schmied Alexander Tschumakow. Er stellte etwa ein Drittel aller Laternen her. Jede Laterne stellt ein separates Kunstobjekt dar und zeigt Skulpturen, z. B. eines Feuerwehrmanns, Händlers, Schmieds, Schuhputzers, sowie einen Globus und ein Stillleben.
Am Fuße der geschmiedeten Skulpturen befinden sich fünfzackige Sterne mit einer Namens-Gravur der Sponsoren.
Da sich die Allee in der Gogol-Straße befindet, gibt es hier auch „literarische Laternen“, die der Arbeit der russischen Prosa gewidmet sind. Daher wird die Allee von den Einheimischen auch als „literarisch“ bezeichnet.
Die erste Laterne wurde am Tag der Feuerwehr der Republik Belarus eröffnet. Bis 2019 wurden 41 Laternen aus geschmiedetem Metall fertiggestellt.
Laternen sind ein Wahrzeichen Brests. Auf der zentralen Fußgängerzone von Sovetskaya gibt es ein Ritual der Zündung von Laternen. Der Laternenanzünder zündet jeden Abend 17 Kerosin-Lampen an.